# Йокім Роннеберґ
Йокім Голмбой Роннеберґ (30 серпня 1919, Олесунн, Норвегія — 21 жовтня 2018, Олесунн, Норвегія) — норвезький військовий діяч, воював у складі Норвезької Визвольної Армії офіцером. Став відомим за участь у Норвезькому русі опору, брав участь у Другій світовій війні, одне з самих відомих завдань Операція Ґюннрсайд.

## Життєпис
Роннеберґ народився у Олесунні, Мере-ог-Ромсдал другим сином у Альфа Роннеберґа та Анни Краґ Сандберґ. Він був братом Ерлінґу Роннеберґу. 19 вересня 1949 року він одружився з Лів Фолдал 1925 року народження.

## Участь у війні
Друга світова війна змінила життя коли Роннеберґ був зовсім молодим, і Норвегію окупувала Нацистська Німеччина з квітня 1940 року. Він приєднався до Норвезької Визвольної Армії в 1941, втікаючи з Норвегії з восьмома друзями на човнах до Шотландії у тому ж році.

## Диверсія з важкою водою
Групу на літаку доставили з Британії до Норвегії. Норвежці на лижах пройшли десятки кілометрів і перетнули крижану річку, перш ніж скористатися залізницею, щоб потрапити на завод і встановити свої вибухові пристрої. Після вибуху чоловіки втекли до сусідньої Швеції. Вони пройшли на лижах 320 км через Телемарк і залишилися в живих. Їх переслідували близько 3000 німецьких військових.
Операція, разом з авіаударами американської авіації наступного року, призвела до відмови німців від своїх далекосяжних ядерних амбіцій, і пізніше була названа найбільш успішним диверсійним актом Другої світової війни.